# Mask of Smiles
Mask of Smiles è il terzo album da solista del cantante britannico John Waite, pubblicato nel 1985 dalla EMI.

## Tracce
1. Every Step of the Way – 4:09 (John Waite, Ivan Kral)
2. Laydown – 3:30 (Waite)
3. Welcome to Paradise – 3:55 (Waite)
4. Lust for Life – 3:02 (Waite, John McCurry)
5. Ain't That Peculiar – 3:07 – cover di Marvin Gaye
6. Just Like Lovers – 4:29 (Waite, Tom Mandel)
7. The Choice – 4:25 (Waite)
8. You're the One – 3:18 (Waite, Chuck Kentis)
9. No Brakes – 3:14 (Waite)

## Formazione
Musicisti
- John Waite – voce
- Richie Fliegler, John McCurry, Johnny Thunders – chitarre
- Tommy Mandel – tastiere, sintetizzatori
- Chuck Kentis – pianoforte
- Donnie Nossov – basso, cori
- Carmine Rojas, Joey Vasta – basso
- Frankie LaRocka – batteria, percussioni
- Lenny Pickett – sassofono
- Steve Elson, Stan Harrison – corni

Produzione
- John Waite, Stephen Galfas – produzione, ingegneria del suono, missaggio